# Túnel de Vielha

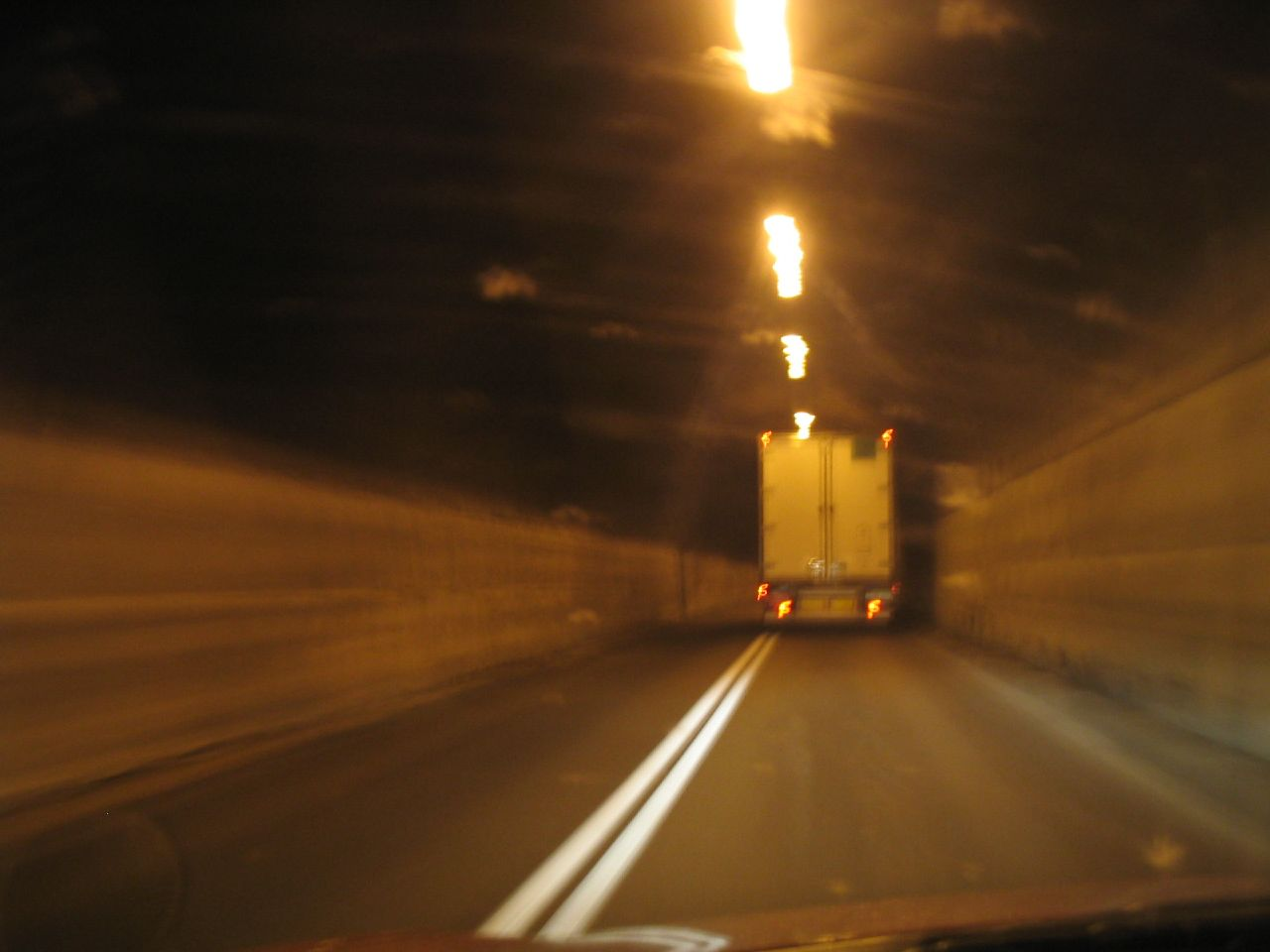
Imagem do interior do túnel antigo (2005)

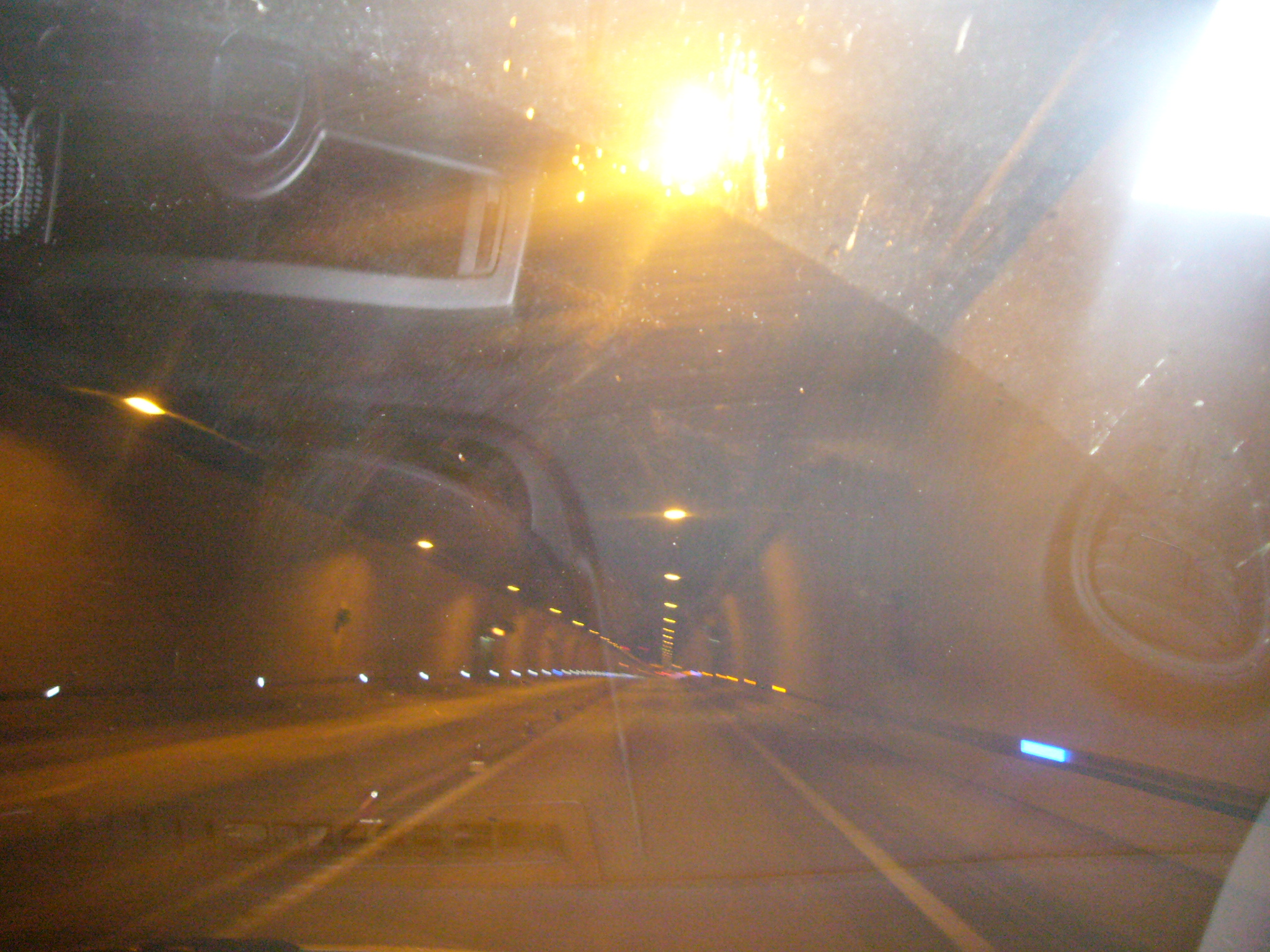
Imagem do interior do novo antigo (2011)

O túnel de Vielha é um túnel aberto ao trânsito automóvel situado nos Pirenéus, e que comunica as comarcas espanholas de Alta Ribagorza (província de Lérida) e Vale de Aran (província de Lérida). Faz parte da estrada nacional espanhola N-230, que une Lérida e Vielha (capital do Vale de Aran), e depois à fronteira com França, estando a boca sul do túnel a 1608 m de latitude, no barranco de Mulleres, e a norte a 1380, no Barranc deth Port. Tem 5260 m de comprimento, e na realidade há dois túneis, um inaugurado em 1948 e outro inaugurado em 4 de dezembro de 2007, com 5230 m de comprimento. O túnel em serviço é o novo, e o antigo é hoje uma galeria de evacuação e segurança.
O primeiro túnel de Vielha, apesar da sua idade e das contínuas denúncias de falta de segurança, só registou durante os seus 59 anos de serviço dois acidentes graves (2003 e 2007) que obrigaram ao seu encerramento temporário, ambos sem vítimas a lamentar.